# Jesse F. Bone
Jesse Franklin Bone (geboren am 15. Juni 1916 in Tacoma, Washington; gestorben am 6. Januar 2006 in Sierra Vista, Arizona) war ein amerikanischer Veterinärmediziner und Science-Fiction-Autor.

## Leben
Bone war der Sohn von Homer Bone, US-Senator und Richter am United States Court of Appeals, und Eva K. Seabury Wildt. 1937 machte er seinen Abschluss am Washington State College und ging dann als Veterinärmediziner zur US Army, wo er den Rang eines Lieutenant Colonel erreichte.
Nach dem Zweiten Weltkrieg kehrte er an das Washington State College zurück und promovierte dort. 
1950 heiratete er und zog mit seiner Frau Felizitaz nach Corvallis, wo er als Professor für vergleichende Anatomie an der Oregon State University arbeitete. Das Ehepaar hatte vier Kinder.
1976 schied er aus dem Militärdienst aus und 1978 wurde er von der Oregon State University emeritiert. Nach der Pensionierung lebte das Ehepaar in Sierra Vista in Arizona. Bone wurde auf dem Friedhof des Stützpunkts Fort Huachuca bestattet.
Bone veröffentlichte neben Fachliteratur eine Reihe von Science-Fiction-Erzählungen und -Romanen. Seine erste Science-Fiction-Kurzgeschichte  Survival Type erschien im März 1957 im Magazin Galaxy Science Fiction. 
1962 erschien sein erster Roman The Lani People, der unter dem Titel Die Sklavinnen von Kardon 1 auch ins Deutsche übersetzt wurde. Die Lani sind eine extraterrestrische Rasse humanoider Frauen, die nur dann glücklich sind, wenn sie nackt sind und einen Mann glücklich machen. Wenig erstaunlich, dass ein solches „Produkt“ in der ganzen Galaxis Abnehmer findet.
Bone verfasste bis Ende der 1970er Jahre vier weitere SF-Romane und insgesamt etwa 30 Kurzgeschichten.
Seine Erzählung Triggerman wurde 1959 in der Kategorie Kurzgeschichte für den Hugo Award nominiert.

## Bibliografie
Romane
- The Lani People (1962)
  - Deutsch: Die Sklavinnen von Kardon 1. Übersetzt von Jutta Leder. Bastei Lübbe Science Fiction Taschenbuch #20, 1972, ISBN 3-404-00030-7.
- Legacy (1976)
- The Meddlers (1976)
- Gift of the Manti (1977; mit Roy Meyers)
- Confederation Matador (1978)

Sammlung
- Resurrected (2011)

Kurzgeschichten und Erzählungen
1957:
- Survival Type (Kurzroman in: Galaxy Science Fiction, March 1957)
- Quarantined Species (in: Super-Science Fiction, December 1957)
  - Deutsch: Einfuhrverbot für Horgels. In: Michael Schmidt, Matthias Käther (Hrsg.): Fantastic Pulp 2. Blitz-Verlag, Windeck 2021.

1958:
- Assassin (Kurzroman in: If, February 1958)
- The Tool of Creation (in: Super-Science Fiction, April 1958)
- The Sword (in: Fantastic Universe, September 1958)
- The Fast-Moving Ones (in: Super-Science Fiction, December 1958)
- Triggerman (in: Astounding Science Fiction, December 1958)
  - Deutsch: Den Finger am Drücker. In: Helmuth W. Mommers und Arnulf D. Krauß (Hrsg.): 9 Science Fiction-Stories. Heyne-Anthologien #30, 1969.

1959:
- Nothing But Terror (in: Fantastic, January 1959)
- Insidekick (Kurzroman in: Galaxy Magazine, February 1959)
- Second Chance (in: Satellite Science Fiction, February 1959)

1960:
- Cultural Exchange (Kurzroman in: If, January 1960)
- The Issahar Artifacts (Kurzroman in: Amazing Science Fiction Stories, April 1960)
- Fireman (in: Fantastic Science Fiction Stories, May 1960)
- Noble Redman (Kurzroman in: Amazing Science Fiction Stories, July 1960)
- To Choke an Ocean (Kurzroman in: If, September 1960)
- The Missionary (in: Amazing Stories, October 1960)
- A Question of Courage (Kurzroman in: Amazing Stories, December 1960)

1961:
- A Prize for Edie (Kurzroman in: Analog Science Fact → Fiction, April 1961)
- Weapon (in: Amazing Stories, June 1961)
- Special Effect (in: Fantastic Stories, November 1961)

1962:
- Pandemic (Kurzroman in: Analog Science Fact → Science Fiction, February 1962)
- Founding Father (Kurzroman in: Galaxy Magazine, April 1962)

1963:
- For Service Rendered (in: Amazing Stories, April 1963)
- On the Fourth Planet (Kurzroman in: Galaxy Magazine, April 1963)

1967:
- A Hair Perhaps (in: If, January 1967)

1971:
- The Scents of It (1971, in: Robert Hoskins (Hrsg.): Infinity Two)

1974:
- High Priest (1974, in: Roger Elwood (Hrsg.): Strange Gods)
- Gamesman (1974, in: Roger Elwood (Hrsg.): Crisis)

1976:
- Technicalities (in: Amazing Stories, January 1976)

1978:
- Pièce de Résistance (in: Isaac Asimov’s Science Fiction Magazine, May-June 1978)
- Tween (in: Amazing Stories, August 1978)

Fachliteratur
- als Herausgeber: Equine medicine & surgery. A text and reference work. American Veterinary Publishing, Wheaton, Ill. 1963.
- Animal anatomy and physiology. Reston Publishing, Reston, Virginia 1979, ISBN 0-8359-0220-X.